# Gustaf Adolf Mankell

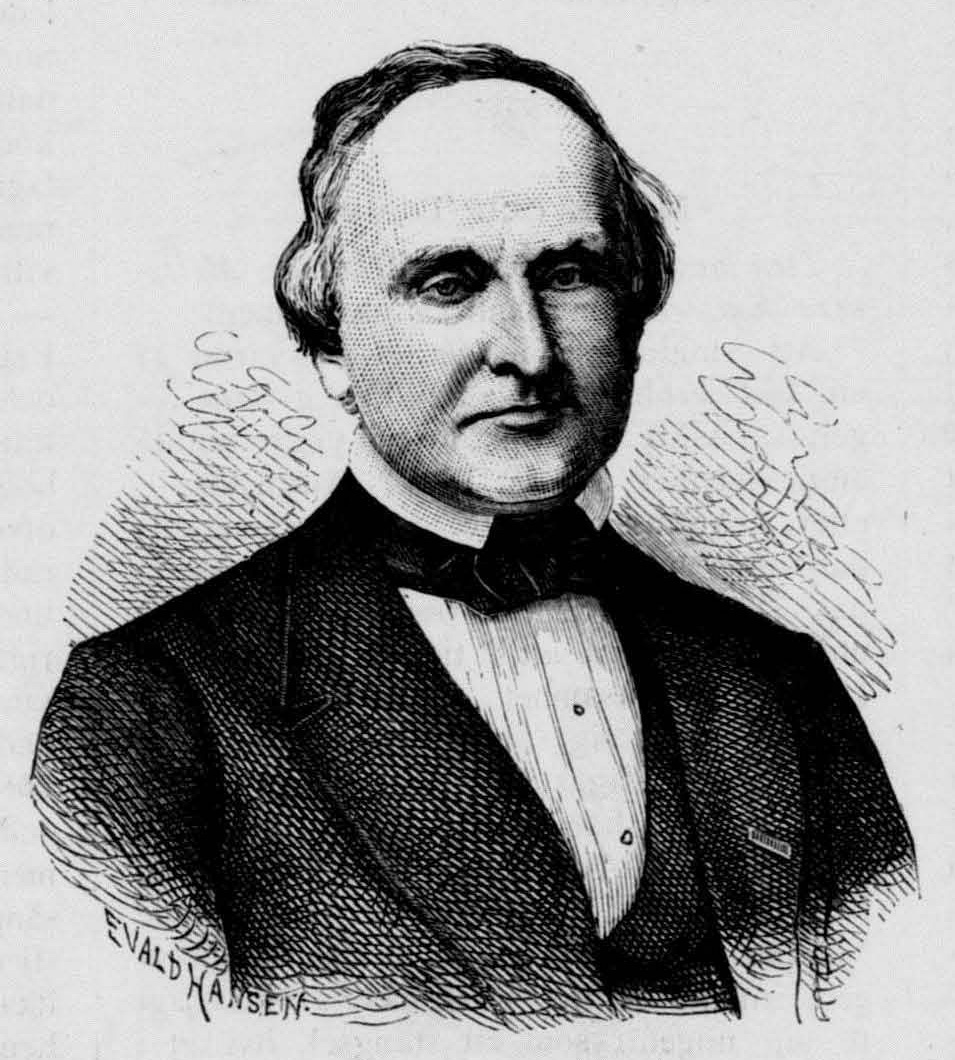
Gustaf Adolf Mankell

Gustaf Adolf Mankell (* 20. Mai 1812 in Christiansfeld; † 23. März 1880 in Stockholm) war ein schwedischer Komponist, Organist und Musikpädagoge.

## Leben
Der Sohn des Komponisten und Instrumentenbauers Johan Herman Mankel ging gleich seinem Bruder Carl Abraham Mankell nach Schweden und wurde 1833 Klavierlehrer in Stockholm. 1835 legte er das Organistenexamen an der Königlichen Musikakademie ab, wo er ab 1853 als Lehrer, ab 1859 als Professor für Orgelspiel unterrichtete.
Seit 1835 war Mankell außerdem Organist an der Jakobskyrkan, wo er historische und Improvisationskonzerte gab. Zwischen 1850 und 1880 betätigte er sich als Orgelbauinspektor. In dieser Eigenschaft leitete er unter anderem den Bau der Marcussen-Orgel in der Herrnhuter-Kirche in Christiansfeld.
Mankell verfasste Arrangements von Werken anderer Komponisten für die Orgel und komponierte einige eigene Orgelstücke.